# Варваровка (микрорайон Николаева)
Варва́ровка (укр. Варварівка) — район Николаева, часть Центрального района. Включён в состав Николаева в 1965 году. До этого был посёлком, центром Николаевского района Николаевской области. Находится на северо-западе города, с большим городом соединён Варваровским мостом.
Через Варваровку проходят важнейшие автомобильные магистрали города Николаева, такие как Одесское шоссе (в сторону Одессы), Веселиновская улица и Очаковская улица (в сторону села Парутино и города Очакова).

## Основные улицы микрорайона
- Улица Якова Бутовича
- Улица Бокова
- Бугская улица
- Веселиновская улица
- Встречная улица
- Заречная улица
- Улица Ламбертовская
- Клубная улица
- Улица Матросова
- Переулок Мичурина
- Улица Мичурина
- Одесское шоссе
- Очаковская улица
- Партизанская улица
- Почтовая улица
- Рассветная улица
- Рекордная улица
- Северная улица
- Улица Суворова
- Переулок Туристов
- Урожайная улица
- Улица Ходченка
- Черноморская улица
- Черноморский переулок

## История
Предположительно, вначале на месте Варваровки существовала слобода Великая, к которой в I четверти XIX века проложили переправу через Бугский лиман. На плане Николаева 1832 года указана слобода Великая, хотя в документах этого времени встречается и название Варваровка.
Варваровка основана в 1804 году князем Сергеем Голициным. Название села произошло от имени его супруги Варвары (Варвары Энгельгардт), купившей эти земли. Во II половине XIX века Варваровка перешла к графу И. К. Ламберту, который развёл южнее села большой фруктовый сад с виноградником.
Частично Варваровка, а именно территория парка, была выкуплена у Ламбертов купцом Фридрихом Бишлером, который организовал там место культурного отдыха для николаевского бомонда.

## Известные уроженцы
- Погановский Виктор Александрович(род. 23 ноября 1949) — советский и украинский спортсмен-конник и тренер. Чемпион Олимпийских игр 1980 года в командном конкуре. Заслуженный мастер спорта СССР

- Авдеенко Анатолий Петрович(род. 19 июня 1948)- действительный член Нью йоркской академии. Профессор органической химии.

## Культура
В Варваровке функционируют 2 общеобразовательные школы (№ 60 и № 61), детский сад, лицей, дом творчества, библиотеки, туристическая база, речной пляж, стадион, конно-спортивная база, рестораны, парки, 2 православных церкви, и т.д